# Кичевска улица (Београд)
| КИЧЕВСКА · улица | КИЧЕВСКА · улица                                      |
| ---------------- | ----------------------------------------------------- |
|                  |                                                       |
| Општина          | Врачар                                                |
| Почетак          | Кнегиње Зорке 86                                      |
| Крај             | Трнска улица                                          |
| Дужина           | 400 m                                                 |
| Ширина           | 10 m                                                  |
| Створена         | пре 1782.                                             |
| Названа          | 1930.                                                 |
| Стари називи     | Велики мокролошки пут, Мокролушка ул., Милешевска ул. |
|                  |                                                       |
|                  |                                                       |
| Кичевска улица   |                                                       |

Кичевска улица је улица на Врачару, у Београду. Простире се од улице Кнегиње Зорке 86 па до Трнске улице - . После се наставља Милешевска улица.
Улица је дугачка 400 метара.

## Име улице
Име је добила по граду Кичеву, који се налази у Северној Македонији, у западном делу државе, на путу Скопље-Охрид.
Ова улица је више пута током историје мењала име:
- Пређашњи назив Пут два гроба (1782-1888)[3]
- У периоду од 1896-1926 назива се Кичевска улица пружала се од Кумановске улице до Шуматовачке улице Престолонаследник Петар[4]
- Престолонаследник Петар (1926-1946)[5]

Део Кичевске улице 
- Велики мокролошки пут (Б. Мокролушка) 1893-1908.
- Мокролушка 1908-1925.
- Милешевска, део 1925-1930.
- Садашњи назив Кичевска улица од 1930. Године, скраћена од улице Кнегиње Зорке  па до Трнске улице

## Кичевском  улицом
Значајне институције у Кичевској улици од улице Кнегиње Зорке 86  до Трнске улице:
- На почетку улице са десне стране налази се спомен плоча Јелени Шантић.
- Кичевска 13, са леве стране, Четрнаеста београдска гимназија (улаз и двориште школе).
- Пред сам крај улице, са десне стране налази се Парк војводе Петра Бојовића, као и Спомен-биста војводи Петру Бојовићу у Београду.

## Суседне улице
Улицу пресецају следеће улице, или се уливају у њу, по редоследу од улице Кнегиње Зорке 86  до Трнске улице:
- Улица Патријарха Гаврила
- Молерова улица
- Улица Коче Капетана
- Хаџи-Проданова улица
- Голсвордијева улица
- Баба Вишњина улица
- Курсулина улица
- Трнска улица

## Галерија
- Споменик Војвода Петар Бојовић
- Парк војводе Петра Бојовића
- Кичевска 13, Четрнаеста београдска гимназија (улаз и двориште школе)
- Кичевска улица